# Мустафаев, Сервер Рустемович
Сервер Рустемович Мустафаев (укр. Сервер Рустемович Мустафаєв; род. 5 мая 1986, Зиадин, Самаркандская область) — крымский правозащитник, гражданский журналист, координатор организации гражданского общества «Крымская солидарность».

## Биография

### Личная жизнь
Сервер Мустафаев родился 5 мая 1986 года в посёлке Зиадин Самаркандской области; вскоре с семьёй вернулся в крымский Бахчисарай. В 2002 году окончил школу, в 2006 — Бахчисарайский строительный техникум (младший специалист по эксплуатации оборудования и систем газоснабжения). С 2006 по 2012 годы учился в Киевском национальном университете, окончил который с квалификацией магистра теплогазоснабжения и вентиляции.
На протяжении нескольких лет работал в различных сетевых предприятиях, а также вёл активную общественную деятельность в городе Бахчисарай. В 2014 году после аннексии полуострова Россией примкнул к организации «Крымская солидарность», деятельность которой направлена на оказание юридической, материальной и информационной помощи семьям политзаключенных Крыма.

### Политическое преследование
Утром 21 мая 2018 года сотрудники ФСБ России провели обыск в доме Мустафаева, в ходе которого были изъяты некоторые документы и электронные устройства. Сам Мустафаев был задержан и направлен в Симферополь, где 22 мая в ходе закрытого заседания суд Киевского района предъявил обвинения в «участии в деятельности террористической организации» (статья 205.5.2 УК РФ, до 20 лет лишения свободы) и «попытке насильственного захвата власти» (статья 278.1 УК РФ, до 10 лет лишения свободы).
Адвокат Мустафаева рассказал, что единственной уликой против него стала аудиозапись с несколькими короткими репликами, в том числе вопросом, который Сервер задал во время встречи в мечети 2 декабря 2016 года. Мустафаев хотел знать, может ли нравиться человек «в общем», но при этом вызвать ненависть за какой-то определённый поступок, после чего развил эту мысль. О встрече, на которой присутствовало порядка 70 человек, было открыто объявлено заранее, но несмотря на это следствие пришло к выводу, что Мустафаев принял участие в тайном собрании исламистской организации «Хизб ут-Тахрир», признанной в России террористической.
16 сентября 2020 года Южный окружной военный суд Ростова-на-Дону приговорил Сервера Мустафаева к 14 годам колонии строгого режима.

## Международная реакция
Российский правозащитный центр «Мемориал» включил Сервера Мустафаева в список своей «Программы поддержки политзаключенных».
Такие влиятельные организации в области правозащиты, как «Amnesty International» и «Front Line Defenders», требуют немедленного освобождения Мустафаева. По данным «Human Rights Watch», назначенные ему и шести другим крымским татарам тюремные сроки являются частью серии политически мотивированных судебных преследований, которые происходят с момента аннексии Крыма Российской Федерацией.
В июне 2018 года Европейский парламент принял резолюцию, в которой потребовал от российских властей немедленного и безоговорочного освобождения незаконно задержанных граждан Украины, включая Сервера Мустафаева.
Представительство США при Организации по безопасности и сотрудничеству в Европе заявило о своей обеспокоенности состоянием здоровья крымскотатарских политзаключенных, включая Сервера Мустафаева, и призвало к их освобождению.
10 декабря 2022 года Александра Матвийчук, глава «Центра гражданских свобод», упомянула Сервера Мустафаева в своей речи, прочитанной на церемонии вручения Нобелевской премии мира 2022 года.

## Награды
21 сентября 2020 года президент Украины Владимир Зеленский наградил Мустафаева орденом «За заслуги» III степени.